# Venera Chernychova
Venera Mikhailovna Chernychova (en russe : Венера Чернышова), née le 5 mars 1954, est une biathlète soviétique.

## Biographie
En 1984, elle participe aux premiers Championnats du monde de biathlon féminins. Elle y remporte les trois titres mis en jeu, le sprint, l'individuel et le relais. En carrière, elle aura accumulé sept titres mondiaux dont cinq avec le relais.

## Palmarès

### Championnats du monde
| Épreuve    | 1984 à Chamonix | 1985 à Egg am Etzel | 1986 à Falun | 1987 à Lahti | 1988 à Chamonix |
| ---------- | --------------- | ------------------- | ------------ | ------------ | --------------- |
| Individuel | 1               | 10e                 | 6e           | 5e           | 3               |
| Sprint     | 1               | 3                   | 4e           | 2            | 6e              |
| Relais     | 1               | 1                   | 1            | 1            | 1               |